# ジェームズ・ハミルトン (第6代ハミルトン公爵)

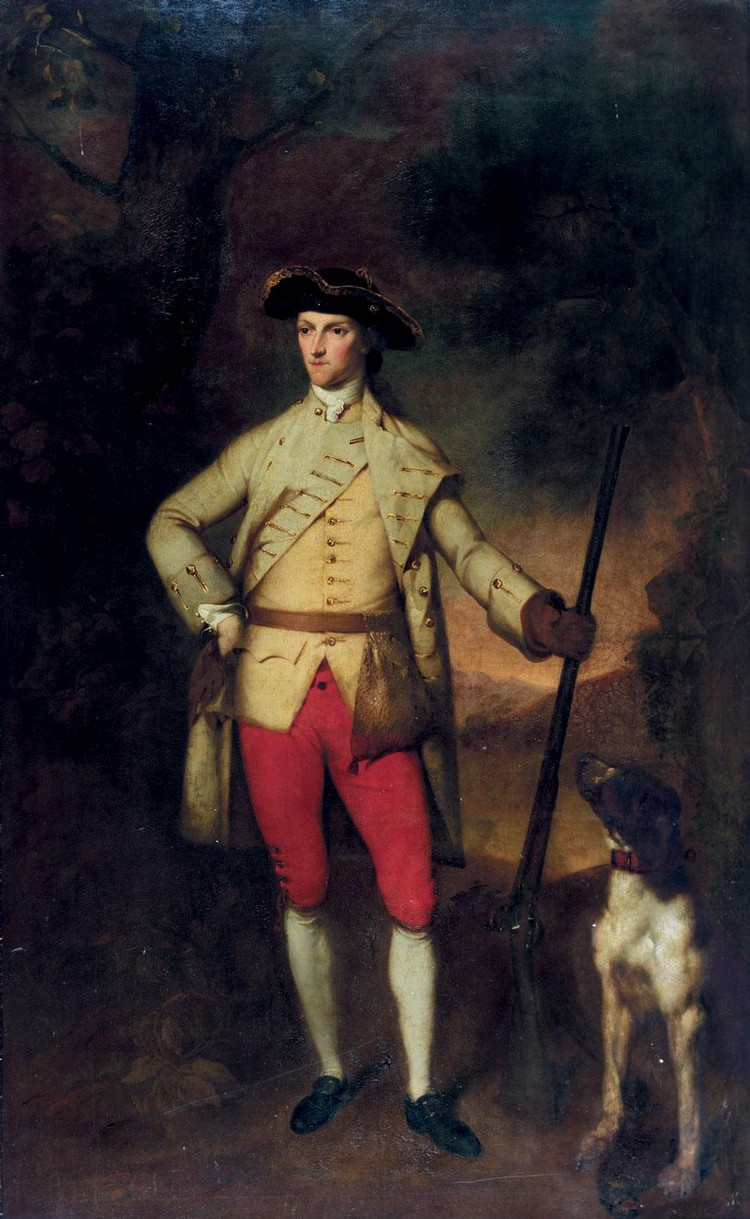
ゲイヴィン・ハミルトンによる肖像画

第6代ハミルトン公爵および第3代ブランドン公爵ジェームズ・ハミルトン（英語: James Hamilton, 6th Duke of Hamilton and 3rd Duke of Brandon KT、1724年7月10日 – 1758年1月17日）は、グレートブリテン王国の貴族。1743年までクライズデール侯爵の儀礼称号を使用した。

## 生涯
第5代ハミルトン公爵および第2代ブランドン公爵ジェームズ・ハミルトンと1人目の妻アン（Anne、1706年ごろ – 1724年8月14日、第4代ダンドナルド伯爵ジョン・コクランの娘）の息子として、1724年7月10日に生まれた。1741年2月23日にオックスフォード大学セント・メアリー・ホールに入学、1743年4月14日にD.C.L.の学位を修得した。
1743年3月2日に父が死去すると、ハミルトン公爵位とブランドン公爵位を継承した。1755年4月8日、シッスル勲章を授与された。
1753年から1755年までフリーメイソンの一員としてロッジ・ハミルトン・キルウィニング（Lodge Hamilton Kilwinning）のRight Worshipful Masterを務めた。
1758年1月17日、オックスフォードシャーのグレート・テューで死去、2月にハミルトンで埋葬された。息子ジェームズ・ジョージが爵位を継承した。

## 家族
1752年2月14日、エリザベス・ガニング（1790年12月20日没、ジョン・ガニングの娘）と結婚、2男1女をもうけた。エリザベスは1776年5月20日にグレートブリテン貴族であるハメルドンのハミルトン男爵に叙された。
- エリザベス（英語版）（1753年 – 1797年） - 1774年6月23日、第12代ダービー伯爵エドワード・スミス＝スタンリーと結婚、子供あり
- ジェームズ・ジョージ（1755年 – 1769年） - 第7代ハミルトン公爵、第4代ブランドン公爵
- ダグラス（1756年 – 1799年） - 第8代ハミルトン公爵、第5代ブランドン公爵、第2代ハメルドンのハミルトン男爵